# Dübeldecke
Eine Dübeldecke (regional auch Düppeldecke, süddeutsch Dippeldecke oder im Thüringer Raum Balken-Balkendecke) ist eine massive historische Deckenkonstruktion.
Dreiseitig behauene, also halbrunde und an den Passstellen wenig zugehauene Dippelbäume (Balken) werden unmittelbar mit der Längsseite aneinandergereiht und zur besseren Lastverteilung in 1–2 m Abstand und gegeneinander versetzt mit Holzzapfen (Hartholzdübeln, ca. 2–3 cm dick und ca. 10–15 cm lang) verbunden oder mit Metallbändern gesichert. Damit wird die Belastung auf mehrere Balken verteilt und ein zu starkes Schwingen der Decke verhindert. Die Enden der Dippelbäume wurden auf einer Mauerlatte (auch Rastladen oder Rastschließen) auf der Gebäudewand aufgelegt. In einem zweiten Arbeitsschritt werden die Deckenbalken von unten behobelt und haben dann eine vollflächige Holzoptik. Unmittelbar auf den Dippelbalken liegt die Beschüttung und darüber der begehbare Fußboden. An der Unterseite kann auf einer Rohrung aus Schilf (als Putzträger) der Putz angebracht werden.
Diese Konstruktionsweise war bis etwa 1900 in Österreich und im süddeutschen Raum weit verbreitet – teils war sie auch aus Brandschutzgründen vorgeschrieben – und wurde von der leichteren Tramdecke, die mit wesentlich weniger Holz ausgeführt werden konnte, abgelöst.